# Biarmia

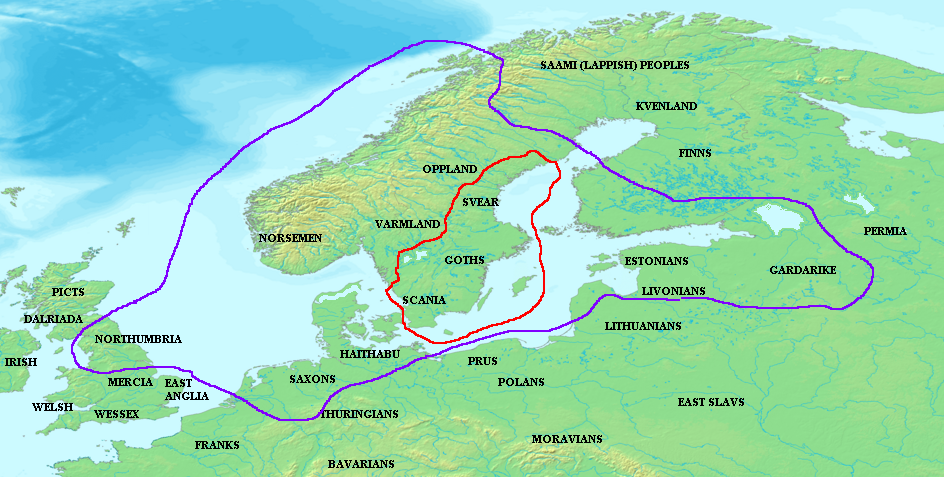
Królestwo Ivara Vidfamne (czerwona linia) i terytoria zależne, zgodnie z sagami. Biarmia, na mapie Perm.

Biarmia (Biarmaland) – legendarny kraj sag skandynawskich IX - XIII w. nad brzegami Morza Białego w dorzeczu Kamy i Dwiny. W języku fińskim kraj ten nazywany jest Perm, w języku arabskim Wisu (krajem ciemności), a sami Permiacy nazywali siebie Komimort (ludźmi znad Kamy).
Pierwszym z Normanów, który miał dotrzeć nad Morze Białe, był wiking Othere w służbie króla Alfreda, z norweskiego Haalagolandu, gdzie piraci płacili dziesięcinę miejscowemu klasztorowi. Zgodnie z przekazem sagi, w 880 roku okrążył on na swym statku Przylądek Północny i wpłynął na Morze Białe docierając do legendarnej krainy Biarmii.
Była to kraina zasobna, do której jeździli kupcy arabscy i Waregowie (Ibn Haukal). Biarmia miała stosunkowo dobrze rozwiniętą przestrzeń "miejską". W grodach zostały wyznaczone m.in. dzielnice dla zagranicznych kupców. Wieloetniczna kraina zawdzięczała swój rozwój licznym kontaktom z Nieńcami na północy, Bułgarami, oraz Arabami i Bizantyjczykami na południu.
Przekazy arabskie podają listy towarów jakie szlakiem wołżańskim eksportowane były na Wschód. Były to futra i skóry, miecze i strzały, kora białej topoli i brzozy, zęby rybie, ambra, miód, wosk, świece, sokoły, barany, krowy itd., jak podaje al-Gharnati w poł. XII w.
Kraj ten graniczył od zachodu i północy z Gardariką, od południowego wschodu z Bułgarią Kamską i handlowym miastem Bulgar – powstanie którego wiąże się z rozgromieniem w VII wieku Wielkiej Bułgarii przez Chazarów.